# Május 13.
Május 13. az év 133. (szökőévben 134.) napja a Gergely-naptár szerint. Az évből még 232 nap van hátra.
Névnapok: Szervác, Imola + Belián, Dulcinea, Fatima, Fatime, Gellért, Gerda, Gerhárd, Glenda, Glenna, Glória, Imelda, Ivána, Karácson, Noel, Ofélia, Róbert, Roberta, Robertó, Robin, Robina, Robinetta, Robinzon

## Események
- 1830 – Ecuador kikiáltja függetlenségét.
- 1917 – Fátimai jelenések
- 1935 – Carl C. Magee szabadalmaztatja a parkolóórát.
- 1935 – Algírban felkelés tör ki a francia központi hatalom ellen.
- 1943 – Tunéziában megadja magát a Hans-Jürgen von Arnim tábornok vezette német 5. páncéloshadsereg – amelyet azért hoztak létre, hogy a szövetségesek várható észak-afrikai partra szállását megakadályozza.
- 1960 – A Dhaulagiri (tszf. 8167 m) első megmászása Kurt Diemberger, Peter Diener, Nawang Dorje, Nima Dorje, Ernst Forrer és Albin Schelbert hegymászók által.
- 1970 – A szamosi árvíz miatt Nagygéc település csaknem teljesen elpusztult.
- 1981 – Ali Agca merényletet kísérel meg II. János Pál pápa ellen a római Szent Péter téren.

## Sportesemények
Formula–1
- 1950 –  brit nagydíj, Silverstone - Győztes: Giuseppe Farina  (Alfa Romeo)
- 1956 –  monacói nagydíj, Monte Carlo - Győztes: Stirling Moss  (Maserati)
- 1979 –  belga nagydíj, Zolder - Győztes: Jody Scheckter  (Ferrari)
- 1990 –  San Marinó-i Nagydíj, Imola - Győztes: Riccardo Patrese  (Williams Renault)
- 2001 –  osztrák nagydíj, A1-Ring - Győztes: David Coulthard  (McLaren Mercedes)
- 2007 –  spanyol nagydíj, Barcelona - Győztes: Felipe Massa  (Ferrari)
- 2012 -  spanyol nagydíj, Barcelona Győztes:Pastor Maldonado (Williams Renault)
- 2018 -  spanyol nagydíj, Barcelona Győztes:Lewis Hamilton(Mercedes AMG F1)

NASCAR
- 2006 – NASCAR Nextel Cup Széria, Darlington Raceway - Győztes: Greg Biffle (Ford)

## Születések
- 1717 – Mária Terézia Habsburg-hercegnő, III. Károly magyar király (VI. Károly néven német-római császár) leánya, német-római császárné, osztrák uralkodó főhercegnő, magyar királynő († 1780)
- 1753 – Lazare Nicolas Marguerite Carnot francia tábornok, hadmérnök, matematikus, fizikus, politikus († 1823)
- 1774 – Pierre-Narcisse Guérin francia festő († 1833)
- 1792 – IX. Piusz pápa (eredeti neve: Giovanni Mastai-Ferretti) ő az eddigi leghosszabb pontifikátusú pápa († 1878)
- 1814 – Rónay Jácint pap, a darwinizmus magyarországi megismertetője († 1889)
- 1822 – Bourbon Assisi Ferenc címzetes spanyol király, II. Izabella spanyol királynő férje (†1902)
- 1840 – Alphonse Daudet francia regényíró († 1897)
- 1857 – Ronald Ross Nobel-díjas (1902) brit orvos († 1932)
- 1882 – Georges Braque francia kubista szobrász, festő († 1963)
- 1883 – Nadler Herbert magyar vadászati szakíró († 1951)
- 1890 – Dr. Makkai Sándor erdélyi magyar író, pedagógus, református lelkész, az Erdélyi református egyházkerület püspöke († 1951)
- 1898 – Jendrassik György magyar gépészmérnök, feltaláló († 1954)
- 1904 – Babos Zoltán magyar vízépítő mérnök († 1977)
- 1905 – Fakhruddin Ali Ahmed India 5. elnöke († 1977)
- 1912 – Várkonyi Zoltán kétszeres Kossuth-díjas magyar színész, rendező, filmrendező († 1979)
- 1913 – Theo Helfrich (Theodor Helfrich) német autóversenyző († 1978)
- 1927 – Archie Scott-Brown (William Archibald Scott-Brown) brit autóversenyző († 1958)
- 1927 – Keleti Tamás biokémikus, az MTA tagja, a magyarországi enzimkinetikai kutatások elindítója († 1989)
- 1934 – Paddy Driver dél-afrikai autóversenyző
- 1939 – Harvey Keitel amerikai színész
- 1942 – Schmitt Pál politikus, sportdiplomata, olimpiai- és világbajnok vívó, a MOB elnöke, köztársasági elnök
- 1943 – Juhász Jácint Jászai Mari-díjas magyar színész († 1999)
- 1944 – Uwe Barschel NSZK kereszténydemokrata politikus, Schleswig-Holstein tartomány miniszterelnöke, meggyilkolták († 1987)
- 1950 – Stevie Wonder többszörös Grammy-díjas és Oscar-díjas amerikai énekes, zongorista, zeneszerző
- 1953 – Závory Andrea magyar színésznő
- 1955 – Philip Bullman brit autóversenyző
- 1956 – Szili Katalin magyar jogász, politikus, az Országgyűlési elnök
- 1961 – Denis Rodman amerikai kosárlabdázó
- 1962 – Fazekas Zsuzsa magyar színésznő
- 1964 – Ronnie Coleman amerikai testépítő
- 1966 – Tóth Zoltán magyar zenész, dalszerző-szövegíró, gitáros, hangmérnök, a Republic együttes alapító tagja, korábbi gitárosa
- 1969 – Buckethead amerikai zeneszerző
- 1972 – Darryl Sydor kétszeres Stanley Kupa győztes kanadai jégkorongozó
- 1977 – Neil Hopkins amerikai színész
- 1979 – Jakab Albert Zsolt erdélyi néprajzkutató
- 1979 – Károly Fülöp svéd királyi herceg, XVI. Károly Gusztáv svéd király második gyermeke
- 1980 – Kozári Dorka meseíró
- 1981 – Gaál Miklós magyar labdarúgó, jelenleg az Amkar Perm játékosa
- 1982 – Hadfi Dániel magyar cselgáncsozó
- 1983 – Görbicz Anita magyar válogatott kézilabdázó, a világ legjobb játékosa
- 1984 – Joe Neguse amerikai jogász és politikus
- 1986 – Robert Pattinson angol színész
- 1986 – Alexander Rybak belarusz származású norvég hegedűművész, énekes és zeneszerző, a 2009-es Eurovíziós Dalfesztivál győztese
- 1987 – Candice Accola amerikai színésznő és énekesnő (Vámpírnaplók)
- 1987 – Hunter Parrish amerikai színész
- 1987 – Laura Izibor ír rhythm and blues énekesnő, zenész, producer
- 1993 – Debby Ryan amerikai színésznő
- 1994 – Nagy Márk magyar színész

## Halálozások
- 1399 – Braunschweigi Ottó tarantói herceg, I. Johanna nápolyi királynő negyedik férje (* 1320)
- 1667 – Rhédey Ferenc erdélyi fejedelem (* 1610 körül)
- 1673 – Johann Bach német zeneszerző, a Bach család "erfurti vonalának" megalapítója (* 1604)
- 1832 – Georges Cuvier francia tudós, őslénykutató, az összehasonlító anatómia jelentős kutatója, a Francia Akadémia tagja (* 1769)
- 1859 – Lieder Frigyes német származású portré- és miniatúrafestő, litográfus (* 1780)
- 1878 – Joseph Henry amerikai fizikus, természettudós (* 1797)
- 1896 – Turóczy Mózes magyar rézműves mester, ő öntötte Gábor Áron ágyúit. (* 1813)
- 1930 – Fridtjof Nansen norvég sarkkutató, a "Fram" hajó parancsnoka (* 1861)
- 1938 – Charles Édouard Guillaume Nobel-díjas svájci-francia fizikus (* 1861)
- 1939 – Stanisław Leśniewski lengyel matematikus, logikus és filozófus (* 1886)
- 1957 – Fekete Mihály magyar-izraeli matematikus (* 1886)
- 1960 – Harry Schell (Henry O'Reilly Schell) amerikai autóversenyző (* 1921)
- 1961 – Gary Cooper kétszeres Oscar-díjas amerikai színész (* 1901)
- 1969 – Kiss Ignác magyar kohómérnök, matematikus, egyetemi tanár (* 1900)
- 1971 – Bányai János tanár, geológus, muzeológus, a Székelység című folyóirat alapítója és szerkesztője. (* 1886)
- 1986 – Baross Imre magyar tornász, artista, az Artistaképző Intézet alapító-, később névadó igazgatója (* 1917)
- 1988 – Szergej Georgijevics Gorskov admirális, a szovjet flotta főparancsnoka, fejlesztője (* 1910)
- 1992 – Nagy Attila kétszeres Jászai Mari-díjas magyar színművész, rendező, érdemes művész (* 1933)
- 1994 – Duncan Hamilton (James Duncan Hamilton) brit autóversenyző (* 1920)
- 1994 – Würtz Ádám grafikusművész (* 1927)
- 2008 – Costică Toma román labdarúgó (* 1928)
- 2015 – Ballai István Aase-díjas magyar színész, a Győri Nemzeti Színház Örökös Tagja (* 1924)
- 2019 – Doris Day Grammy-díjas amerikai énekesnő, színésznő (* 1922)
- 2024 – Alice Munro irodalmi Nobel-díjas kanadai írónő (* 1931)

## Nemzeti ünnepek, emléknapok, világnapok
- Az egészség és biztonság nemzetközi napja a bányaiparban.